# ان‌جی‌سی ۵۵۰۶
ان‌جی‌سی ۵۵۰۶ (انگلیسی: NGC 5506) یک کهکشان مارپیچی است که در صورت فلکی دوشیزه قرار دارد. این کهکشان در فاصله حدود ۷۵ میلیون سال نوری از زمین قرار دارد و در ۱۵ آوریل ۱۷۸۷ توسط ویلیام هرشل کشف شد.